# Filipe Nascimento
Filipe Guterres Nascimento (ur. 7 stycznia 1995 w Loures) – portugalski piłkarz występujący na pozycji pomocnika w polskim klubie Puszcza Niepołomice. Były młodzieżowy reprezentant Portugalii i piłkarz Górnika Zabrze

## Sukcesy

### Klubowe
CFR 1907 Cluj
- Zdobywca Pucharu Rumunii: 2015/2016

Radomiak Radom
- Mistrz 1 ligi: 2020/2021